# Северо-запад штата Парана (мезорегион)

Северо-запад штата Парана на карте.

Северо-запад штата Парана (порт. Mesorregião do Noroeste Paranaense) — административно-статистический мезорегион в Бразилии, входит в штат Парана. Население составляет 678 319 человек (на 2010 год). Площадь — 24 488,726 км². Плотность населения — 27,70 чел./км².

## Демография
Согласно сведениям, собранным в ходе переписи 2010 г. Национальным институтом географии и статистики (IBGE), население мезорегиона составляет:
| Полное население                            | Полное население                            | Полное население                            | Полное население                            | 678 319 |
| ------------------------------------------- | ------------------------------------------- | ------------------------------------------- | ------------------------------------------- | ------- |
| в том числе:                                | Городское население                         | 565 721                                     | Процент городского населения, %             | 83,40   |
|                                             | Сельское население                          | 112 598                                     | Процент сельского населения, %              | 16,60   |
|                                             | Мужское население                           | 335 240                                     | Процент мужского населения, %               | 49,42   |
|                                             | Женское население                           | 343 079                                     | Процент женского населения, %               | 50,58   |
| Плотность населения, чел/км²                | Плотность населения, чел/км²                | Плотность населения, чел/км²                | Плотность населения, чел/км²                | 27,70   |
| Население мезорегиона в % к населению штата | Население мезорегиона в % к населению штата | Население мезорегиона в % к населению штата | Население мезорегиона в % к населению штата | 6,49    |

## Статистика
- Валовой внутренний продукт на 2003 год составляет 4 531 416 404,00 реалов (данные: Бразильский институт географии и статистики).
- Валовой внутренний продукт на душу населения на 2003 год составляет 7133,64 реалов (данные: Бразильский институт географии и статистики).
- Индекс развития человеческого потенциала на 2000 год составляет 0,762 (данные: Программа развития ООН).

## Состав мезорегиона
В мезорегион входят следующие микрорегионы:
1. Сианорти
2. Паранаваи
3. Умуарама